# Ivànovka (Mokroús)
Ivànovka - Ивановка (rus) - és un poble de l'óblast de Saràtov, a Rússia, segons el cens del 2020 tenia 443 habitants. Pertany al districte municipal de Mokroús.